# Eddy Snijders

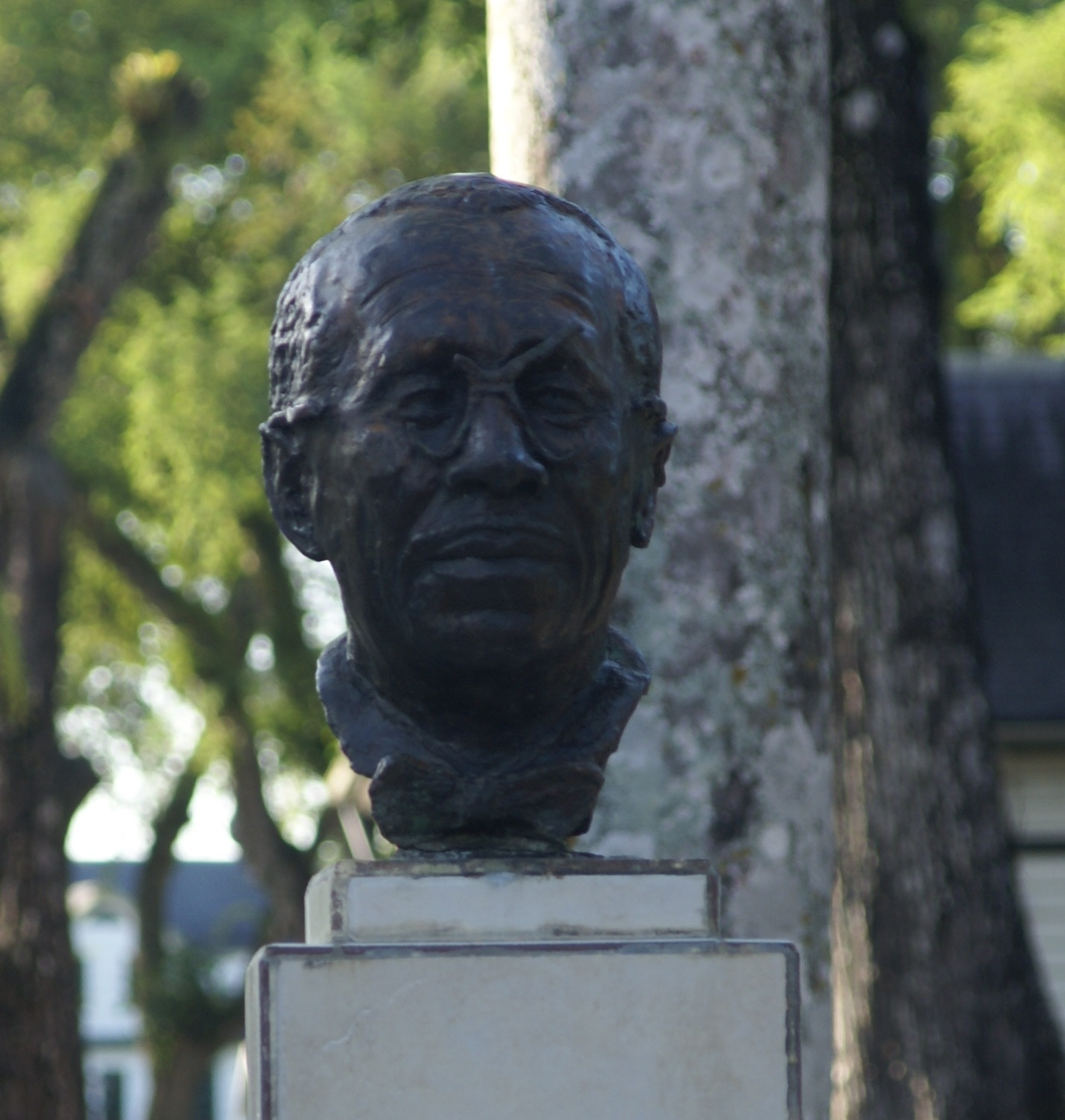
Buste van Eddy Snijders (2003).

Richenel Edgar (Eddy) Snijders (Paramaribo, Suriname, 12 mei 1923  - aldaar, 19 januari 1990) was een Surinaams componist, dirigent, muziekpedagoog, fluitist, klarinettist en kornettist. Hij is de vader van de Surinaamse fluitist Ronald Snijders, broer van trompettist Frank Snijders, eveneens lid van de TRIS (Troepenmacht in Suriname) Militaire Kapel en een oom van de componist en dirigent Herman Snijders. 

## Levensloop
Snijders was de zoon van de contrabassist van het Surinaams Philharmonisch Orkest, Christiaan Snijders. Vanzelfsprekend kreeg Snijders van zijn vader muzieklessen. Al in vroege jaren musiceerden de familieleden samen, toen nog met Eddy's broer Ewald Snijders, die in 1941 naar Curaçao vertrok. 
Eddy Snijders werd in 1942 samen met zijn broer Frank lid van de Militaire Kapel van Suriname in Paramaribo. Hij werd lid van het Surinaamse jazzorkest Bios Surinam Boys en van 1951 tot 1958 was hij bandleider van de latinband Sonora Paramarera.
In 1958 werd hij oprichter en dirigent van het Politieorkest in Paramaribo en bleef in deze functie tot 1963. Vanaf 1974 werd hij kapelmeester van de TRIS (Troepenmacht in Suriname) Militaire Kapel in Suriname. Met dit harmonieorkest was hij in 1969 op concertreis door Nederland en Duitsland.
In 1947 huwde hij Olga Ooft. Samen kregen zij negen kinderen. 
Snijders was oprichter van de Surinaamse Politiekapel en het VSM Jeugdorkest (Jeugdorkest van de Surinaamse Volksmuziekschool). In Paramaribo bestaat er tegenwoordig nog een orkest, dat zijn naam draagt Eddy Snijders Orkest dat kort na zijn overleden werd opgericht. Eddy Snijders reviseerde in 1959 het Surinaams Volkslied. In  Fort Zeelandia staat sinds 12 mei 2003 een borstbeeld van deze Surinaamse componist, dat onthuld werd door de Surinaamse president Ronald Venetiaan en zijn weduwe Olga Snijders Ooft. Hij werd benoemd tot Ridder in de Orde van Oranje-Nassau en tot Ridder in de Ere-orde van de Palm van Suriname. Sinds 2003 werd er jaarlijks een Eddy Snijders Award uitgereikt. 
Als componist schreef hij werken voor orkest, harmonieorkest en zelfs een ballet.

## Composities

### Werken voor orkest
- 1944 Avondlied, nocturne, op. 5
- 1963 Suite uit het ballet "Anansi torie", 5 delen
- 1965 Vlaggenlied
- 1966 Fo lobi tori, balletsuite
- 1970 La village Russe, suite voor kamerorkest

### Werken voor harmonieorkest
- 1940 Crescendo mars
- 1943 La belle Juliette 1943, wals
- 1946 Spirit of Suriname, mars
- 1946 Diana de Jachtgodin, fantasie
- 1946 Kerst-hymne
- 1947 Heracles en Megara, ouverture
- 1947 Romantic matador, dansfantasie
- 1947 The Romantic Matador, fantasie
- 1948 Heracles en Megara, ouverture
- 1948 Beauties from the Guyanas, concertwals
- 1949 La fête des Baccantes, fantasie
- 1950 Concertino, voor trompet (kornet) en harmonieorkest
- 1954 Dierbaar Suriname
- 1957 Eerste Surinaamse Rhapsodie
- 1958 Wi egi prisiri, mars
- 1958 Jardin de palmeras, bolero-mambo
- 1958 Mildred, wals
- 1958 Poeroe voetoe
- 1959 Band succes, mars
- 1960 Het Surinaams elftal, mars
- 1961 Suite uit het ballet "Anansi torie", 5 delen
- 1963 Patricia, valse español
- 1969 Mini mini
- 1969 Freri nanga Fesa
- 1970 Alida, danssuite
- 1971 Sranan Faja
- 1973 Busi Bromtji
- 1979 Parademars
- Ba Wirian dringi janever, symfonisch gedicht
- Boesie bromtjie
- Filicita ouverture
- Verjaringslied

### Balletten
- 1959 Anansie torie, balletmuziek